# Rally del Portogallo 2022
Il Rally del Portogallo 2022, ufficialmente denominato 55º Vodafone Rally de Portugal, è stata la quarta prova del campionato del mondo rally 2022 nonché la cinquantacinquesima edizione del Rally del Portogallo e la quarantunesima con valenza mondiale. 

## Riepilogo
La manifestazione si è svolta dal 19 al 22 maggio sugli sterrati che attraversano territori situati sia nella Região Centro, dove si gareggiò nella prima giornata, e soprattutto nella Região Norte, in cui si svolse il resto della corsa; il parco assistenza per i concorrenti venne allestito come di consueto a Matosinhos, nel distretto di Porto, presso il centro di esposizione Exponor, il più grande del Portogallo.
L'evento è stato vinto dal finlandese Kalle Rovanperä, navigato dal connazionale Jonne Halttunen, al volante di una Toyota GR Yaris Rally1 della squadra Toyota Gazoo Racing WRT, seguiti dalla coppia britannica formata da Elfyn Evans e Scott Martin, compagni di squadra dei vincitori, e dal binomio spagnolo composto da Dani Sordo e Cándido Carrera, su Hyundai i20 N Rally1 del team Hyundai Shell Mobis WRT, al debutto stagionale. Rovanperä e Halttunen conquistarono così il loro terzo successo di fila in stagione dopo quelli ottenuti in Svezia e in Croazia nonché il quinto in assoluto.
I francesi Yohan Rossel e Valentin Sarreaud, su Citroën C3 Rally2 della squadra PH Sport, hanno invece conquistato il successo nel campionato WRC-2, il loro secondo consecutivo, mentre i finlandesi Sami Pajari ed Enni Mälkönen hanno vinto nella serie WRC-3 alla guida di una Ford Fiesta Rally3. In Portogallo si disputava anche la terza prova del campionato Junior WRC (chiamato anche WRC-3 Junior), vinta dagli stessi Pajari e Mälkönen.

## Dati della prova
| Denominazione ufficiale             | Vodafone Rally de Portugal                                |
| Edizione N°                         | 55                                                        |
| Tappa N°                            | 4 di 13                                                   |
| Data manifestazione                 | da giovedì 19/05/2022 a domenica 22/05/2022               |
| Sede ospitante                      | Matosinhos (distretto di Porto, Região Norte, Portogallo) |
| Sede parco assistenza               | Exponor, Matosinhos                                       |
| Superficie                          | Sterrato                                                  |
| Direttore di gara                   | Horácio Rodrigues                                         |
| Iscritti                            | 100                                                       |
| Partiti                             | 90                                                        |
| Arrivati                            | 53 (58,9%)                                                |
| Prove speciali                      | 21                                                        |
| Prova più breve                     | 2,82 km (PS1: SSS Coimbra)                                |
| Prova più lunga                     | 37,24 km (PS12 e PS15: Amarante)                          |
| Prova più lenta                     | velocità media di 59,05 km/h (PS16: SSS Porto - Foz)      |
| Prova più veloce                    | velocità media di 103,68 km/h (PS21: Fafe 2)              |
| Lunghezza prove speciali            | 338,34 km (22,2% della distanza totale)                   |
| Lunghezza complessiva trasferimenti | 1184,55 km                                                |
| Distanza totale                     | 1522,89 km                                                |
| Media oraria del vincitore          | velocità media di 90,5 km/h (338,34 km in 3h44'19"2)      |

## Itinerario
Novità dell'edizione 2022:
- La manifestazione si aprì giovedì sera con la prova super speciale disputatasi a Coimbra;
- La speciale di Viera do Minho, classica prova da corrersi nella giornata di sabato, venne accorciata di 3 km alla partenza.

| Frazione            | Prova  | Ora    | Nome                                              | Partenza                                          | Arrivo                                            | Lunghezza | Totale    |
| ------------------- | ------ | ------ | ------------------------------------------------- | ------------------------------------------------- | ------------------------------------------------- | --------- | --------- |
| Frazione 1 (19 mag) | PS1    | 19:03  | Coimbra (SSS)                                     | Coimbra                                           | Coimbra                                           | 2,82 km   | 2,82 km   |
|                     |        |        |                                                   |                                                   |                                                   |           |           |
| Frazione 2 (20 mag) |        | 07:00  | Cambio gomme – Coimbra                            | Cambio gomme – Coimbra                            | Cambio gomme – Coimbra                            | –         | 121,67 km |
| Frazione 2 (20 mag) | PS2    | 08:08  | Lousã 1                                           | Lousã                                             | Lousã                                             | 12,03 km  | 121,67 km |
| Frazione 2 (20 mag) | PS3    | 09:08  | Góis 1                                            | Góis                                              | Góis                                              | 19,33 km  | 121,67 km |
| Frazione 2 (20 mag) | PS4    | 10:08  | Arganil 1                                         | Arganil                                           | Arganil                                           | 18,72 km  | 121,67 km |
| Frazione 2 (20 mag) |        | 11:13  | Cambio gomme – Arganil                            | Cambio gomme – Arganil                            | Cambio gomme – Arganil                            | –         | 121,67 km |
| Frazione 2 (20 mag) | PS5    | 12:31  | Lousã 2                                           | Lousã                                             | Lousã                                             | 12,03 km  | 121,67 km |
| Frazione 2 (20 mag) | PS6    | 13:31  | Góis 2                                            | Góis                                              | Góis                                              | 19,33 km  | 121,67 km |
| Frazione 2 (20 mag) | PS7    | 14:38  | Arganil 2                                         | Arganil                                           | Arganil                                           | 18,72 km  | 121,67 km |
| Frazione 2 (20 mag) | PS8    | 16:05  | Mortágua                                          | Mortágua                                          | Mortágua                                          | 18,15 km  | 121,67 km |
| Frazione 2 (20 mag) | PS9    | 19:03  | Lousada (SSS)                                     | Lousada                                           | Lousada                                           | 3,36 km   | 121,67 km |
| Frazione 2 (20 mag) |        | 20:00  | Assistenza (flexi) – Exponor, Matosinhos (49 min) | Assistenza (flexi) – Exponor, Matosinhos (49 min) | Assistenza (flexi) – Exponor, Matosinhos (49 min) | –         | 121,67 km |
|                     |        |        |                                                   |                                                   |                                                   |           |           |
| Frazione 3 (21 mag) |        | 05:37  | Assistenza – Exponor, Matosinhos (19 min)         | Assistenza – Exponor, Matosinhos (19 min)         | Assistenza – Exponor, Matosinhos (19 min)         | –         | 164,98 km |
| Frazione 3 (21 mag) | PS10   | 07:30  | Vieira do Minho 1                                 | Vieira do Minho                                   | Vieira do Minho                                   | 21,57 km  | 164,98 km |
| Frazione 3 (21 mag) | PS11   | 08:30  | Cabeceiras de Basto 1                             | Cabeceiras de Basto                               | Cabeceiras de Basto                               | 22,03 km  | 164,98 km |
| Frazione 3 (21 mag) | PS12   | 09:46  | Amarante 1                                        | Mondim de Basto                                   | Amarante                                          | 37,24 km  | 164,98 km |
| Frazione 3 (21 mag) |        | 12:08  | Assistenza (flexi) – Exponor, Matosinhos (34 min) | Assistenza (flexi) – Exponor, Matosinhos (34 min) | Assistenza (flexi) – Exponor, Matosinhos (34 min) | –         | 164,98 km |
| Frazione 3 (21 mag) | PS13   | 14:30  | Vieira do Minho 2                                 | Vieira do Minho                                   | Vieira do Minho                                   | 21,57 km  | 164,98 km |
| Frazione 3 (21 mag) | PS14   | 15:30  | Cabeceiras de Basto 2                             | Cabeceiras de Basto                               | Cabeceiras de Basto                               | 22,03 km  | 164,98 km |
| Frazione 3 (21 mag) | PS15   | 16:46  | Amarante 2                                        | Mondim de Basto                                   | Amarante                                          | 37,24 km  | 164,98 km |
| Frazione 3 (21 mag) | PS16   | 19:03  | Porto - Foz (SSS)                                 | Porto                                             | Porto                                             | 3,30 km   | 164,98 km |
| Frazione 3 (21 mag) |        | 19:43  | Assistenza (flexi) – Exponor, Matosinhos (49 min) | Assistenza (flexi) – Exponor, Matosinhos (49 min) | Assistenza (flexi) – Exponor, Matosinhos (49 min) | –         | 164,98 km |
|                     |        |        |                                                   |                                                   |                                                   |           |           |
| Frazione 4 (22 mag) |        | 05:45  | Assistenza – Exponor, Matosinhos (19 min)         | Assistenza – Exponor, Matosinhos (19 min)         | Assistenza – Exponor, Matosinhos (19 min)         | –         | 48,87 km  |
| Frazione 4 (22 mag) | PS17   | 07:08  | Felgueiras 1                                      | Felgueiras                                        | Felgueiras                                        | 8,91 km   | 48,87 km  |
| Frazione 4 (22 mag) | PS18   | 07:57  | Montim                                            | Fafe                                              | Fafe                                              | 8,69 km   | 48,87 km  |
| Frazione 4 (22 mag) | PS19   | 08:38  | Fafe 1                                            | Fafe                                              | Fafe                                              | 11,18 km  | 48,87 km  |
| Frazione 4 (22 mag) | PS20   | 10:08  | Felgueiras 2                                      | Felgueiras                                        | Felgueiras                                        | 8,91 km   | 48,87 km  |
| Frazione 4 (22 mag) | PS21   | 12:18  | Fafe 2 (power stage)                              | Fafe                                              | Fafe                                              | 11,18 km  | 48,87 km  |
| Frazione 4 (22 mag) |        | 13:53  | Assistenza – Exponor, Matosinhos (14 min)         | Assistenza – Exponor, Matosinhos (14 min)         | Assistenza – Exponor, Matosinhos (14 min)         | –         | 48,87 km  |
| Totale              | Totale | Totale | Totale                                            | Totale                                            | Totale                                            | Totale    | 338,34 km |

## Risultati

### Classifica
| Pos.         | Nº       | Pilota               | Co-pilota           | Auto                   | Squadra                          | Classe/Validità | Tempo     | Distacco   | Punti    |
| Generale     | Generale | Generale             | Generale            | Generale               | Generale                         | Generale        | Generale  | Generale   | Generale |
| ------------ | -------- | -------------------- | ------------------- | ---------------------- | -------------------------------- | --------------- | --------- | ---------- | -------- |
| 1.           | 69       | Kalle Rovanperä      | Jonne Halttunen     | Toyota GR Yaris Rally1 | Toyota Gazoo Racing WRT          | WRC             | 3h44'19"2 | –          | 30       |
| 2.           | 33       | Elfyn Evans          | Scott Martin        | Toyota GR Yaris Rally1 | Toyota Gazoo Racing WRT          | WRC             | 3h44'34"4 | +15"2      | 19       |
| 3.           | 6        | Dani Sordo           | Cándido Carrera     | Hyundai i20 N Rally1   | Hyundai Shell Mobis WRT          | WRC             | 3h46'36"5 | +2'17"3    | 19       |
| 4.           | 18       | Takamoto Katsuta     | Aaron Johnston      | Toyota GR Yaris Rally1 | Toyota Gazoo Racing WRT NG       | WRC             | 3h46'38"6 | +2'19"4    | 12       |
| 5.           | 11       | Thierry Neuville     | Martijn Wydaeghe    | Hyundai i20 N Rally1   | Hyundai Shell Mobis WRT          | WRC             | 3h46'57"0 | +2'37"8    | 13       |
| 6.           | 8        | Ott Tänak            | Martin Järveoja     | Hyundai i20 N Rally1   | Hyundai Shell Mobis WRT          | WRC             | 3h49'04"9 | +4'45"7    | 10       |
| 7.           | 7        | Pierre-Louis Loubet  | Vincent Landais     | Ford Puma Rally1       | M-Sport Ford WRT                 | WRC             | 3h50'11"3 | +5'52"1    | 6        |
| 8.           | 42       | Craig Breen          | Paul Nagle          | Ford Puma Rally1       | M-Sport Ford WRT                 | WRC             | 3h51'22"6 | +7'03"4    | 4        |
| 9.           | 16       | Adrien Fourmaux      | Alexandre Coria     | Ford Puma Rally1       | M-Sport Ford WRT                 | WRC             | 3h52'28"8 | +8'09"6    | 2        |
| 10.          | 26       | Yohan Rossel         | Valentin Sarreaud   | Citroën C3 Rally2      | PH Sport                         | WRC-2           | 3h58'08"1 | +13'48"9   | 1        |
| WRC-2        |          |                      |                     |                        |                                  |                 |           |            |          |
| 1. (10.)     | 26       | Yohan Rossel         | Valentin Sarreaud   | Citroën C3 Rally2      | PH Sport                         | WRC-2           | 3h58'08"1 | –          | 25       |
| 2. (11.)     | 25       | Kajetan Kajetanowicz | Maciej Szczepaniak  | Škoda Fabia Rally2 Evo | -                                | WRC-2           | 3h59'20"2 | +1'12"1    | 18       |
| 3. (12.)     | 27       | Chris Ingram         | Craig Drew          | Škoda Fabia Rally2 Evo | -                                | WRC-2           | 4h04'02"8 | +5'54"7    | 15       |
| 4. (13.)     | 45       | Mikołaj Marczyk      | Szymon Gospodarczyk | Škoda Fabia Rally2 Evo | -                                | WRC-2           | 4h05'17"5 | +7'09"4    | 12       |
| 5. (14.)     | 38       | Armindo Araújo       | Luís Ramalho        | Škoda Fabia Rally2 Evo | -                                | WRC-2           | 4h05'56"0 | +7'47"9    | 10       |
| 6. (15.)     | 52       | Ricardo Teodósio     | José Teixeira       | Hyundai i20 N Rally2   | -                                | WRC-2           | 4h06'18"5 | +7'47"9    | 8        |
| 7. (16.)     | 49       | Martin Prokop        | Michal Ernst        | Ford Fiesta Rally2     | -                                | WRC-2           | 4h07'32"8 | +9'24"7    | 6        |
| 8. (21.)     | 81       | Jean-Michel Raoux    | Laurent Magat       | Volkswagen Polo GTI R5 | -                                | WRC-2           | 4h29'43"8 | +31'35"7   | 4        |
| 9. (22.)     | 62       | Frédéric Rosati      | Stéphane Prévot     | Hyundai i20 N Rally2   | -                                | WRC-2           | 4h29'46"1 | +31'38"0   | 2        |
| 10. (23.)    | 53       | Rakan Al-Rashed      | Hugo Magalhães      | Škoda Fabia Rally2 Evo | -                                | WRC-2           | 4h32'25"3 | +34'17"2   | 1        |
| ...          | ...      | ...                  | ...                 | ...                    | ...                              | ...             | ...       | ...        | ...      |
| 21. (43.)    | 28       | Jan Solans           | Rodrigo Sanjuan     | Citroën C3 Rally2      | -                                | WRC-2           | 5h06'18"0 | +1h08'09"9 | 1        |
| ...          | ...      | ...                  | ...                 | ...                    | ...                              | ...             | ...       | ...        | ...      |
| 25. (47.)    | 23       | Oliver Solberg       | Elliott Edmondson   | Hyundai i20 N Rally2   | Hyundai Motorsport N             | WRC-2           | 5h33'58"8 | +1h35'50"7 | 3        |
| WRC-3        |          |                      |                     |                        |                                  |                 |           |            |          |
| 1. (17.)     | 66       | Sami Pajari          | Enni Mälkönen       | Ford Fiesta Rally3     | -                                | WRC-3           | 4h13'33"2 | –          | 25       |
| 2. (18.)     | 67       | Lauri Joona          | Mikael Korhonen     | Ford Fiesta Rally3     | -                                | WRC-3           | 4h18'03"4 | +4'30"2    | 18       |
| 3. (52.)     | 72       | Mcrae Kimathi        | Stuart Loudon       | Ford Fiesta Rally3     | -                                | WRC-3           | 6h10'12"1 | +1h56'38"9 | 15       |
| WRC-3 Junior |          |                      |                     |                        |                                  |                 |           |            |          |
| 1. (17.)     | 66       | Sami Pajari          | Enni Mälkönen       | Ford Fiesta Rally3     | -                                | WRC-3 J         | 4h13'33"2 | –          | 31       |
| 2. (18.)     | 67       | Lauri Joona          | Mikael Korhonen     | Ford Fiesta Rally3     | -                                | WRC-3 J         | 4h18'03"4 | +4'30"2    | 19       |
| 3. (27.)     | 70       | Robert Virves        | Aleks Lesk          | Ford Fiesta Rally3     | Starter Energy Racing            | WRC-3 J         | 4h37'10"9 | +23'37"7   | 20       |
| 4. (32.)     | 65       | Jon Armstrong        | Brian Hoy           | Ford Fiesta Rally3     | -                                | WRC-3 J         | 4h44'24"7 | +30'51"5   | 20       |
| 5. (52.)     | 72       | Mcrae Kimathi        | Stuart Loudon       | Ford Fiesta Rally3     | -                                | WRC-3 J         | 6h10'12"1 | +1h56'38"9 | 11       |
| ...          | ...      | ...                  | ...                 | ...                    | ...                              | ...             | ...       | ...        | ...      |
| Rit.         | 68       | William Creighton    | Liam Regan          | Ford Fiesta Rally3     | Motorsport Ireland Rally Academy | WRC-3 J         | –         | –          | 1        |

| Principali ritiri | Principali ritiri | Principali ritiri | Principali ritiri   | Principali ritiri      | Principali ritiri     | Principali ritiri | Principali ritiri  | Principali ritiri |
| PS                | Nº                | Pilota            | Copilota            | Auto                   | Squadra               | Classe            | Causa              | Pos.              |
| ----------------- | ----------------- | ----------------- | ------------------- | ---------------------- | --------------------- | ----------------- | ------------------ | ----------------- |
| PS 1              | 29                | Eric Camilli      | Thibault de la Haye | Citroën C3 Rally2      | Saintéloc Junior Team | WRC-2             | Problemi elettrici | –                 |
| PS 4              | 47                | Armin Kremer      | Timo Gottschalk     | Škoda Fabia Rally2 Evo | -                     | WRC-2             | Ritiro             | 36º               |
| PS 9              | 20                | Andreas Mikkelsen | Torstein Eriksen    | Škoda Fabia Rally2 Evo | Toksport WRT          | WRC-2             | Motore             | 11º               |
| PS 12             | 19                | Sébastien Loeb    | Isabelle Galmiche   | Ford Puma Rally1       | M-Sport Ford WRT      | WRC               | Rottura meccanica  | 49º               |
| PS 18             | 39                | Benito Guerra     | Sara Fernández      | Škoda Fabia Rally2 Evo | -                     | WRC-2             | Ritiro             | 18º               |
| PS 21             | 21                | Teemu Suninen     | Mikko Markkula      | Hyundai i20 N Rally2   | Hyundai Motorsport N  | WRC-2             | Fuori strada       | 10º               |

Legenda
| Icona   | Note                                                                                     |
| ------- | ---------------------------------------------------------------------------------------- |
| WRC     | Equipaggio di classe Rally1 che può conquistare punti per il campionato costruttori.     |
| WRC     | Equipaggio di classe Rally1 che non può conquistare punti per il campionato costruttori. |
| WRC-2   | Equipaggio di classe RC2 registrato al campionato WRC-2.                                 |
| WRC-3   | Equipaggio di classe RC3 registrato al campionato WRC-3.                                 |
| WRC-3 J | Equipaggio di classe RC3 registrato al campionato WRC-3 Junior.                          |
|         | Ulteriori classificazioni                                                                |

### Prove speciali
| Frazione            | Prova | Ora   | Nome                  | Lunghezza | Vincitori                         | Tempo   | Velocità media | Leader del rally                  |
| ------------------- | ----- | ----- | --------------------- | --------- | --------------------------------- | ------- | -------------- | --------------------------------- |
| Frazione 1 (19 mag) | PS1   | 19:03 | Coimbra (SSS)         | 2,82 km   | Thierry Neuville Martijn Wydaeghe | 2'37"9  | 64,29 km/h     | Thierry Neuville Martijn Wydaeghe |
|                     |       |       |                       |           |                                   |         |                |                                   |
| Frazione 2 (20 mag) | PS2   | 08:08 | Lousã 1               | 12,03 km  | Elfyn Evans Scott Martin          | 8'58"9  | 80,36 km/h     | Elfyn Evans Scott Martin          |
| Frazione 2 (20 mag) | PS3   | 09:08 | Góis 1                | 19,33 km  | Elfyn Evans Scott Martin          | 13'12"7 | 87,79 km/h     | Elfyn Evans Scott Martin          |
| Frazione 2 (20 mag) | PS4   | 10:08 | Arganil 1             | 18,72 km  | Sébastien Loeb Isabelle Galmiche  | 11'48"0 | 95,19 km/h     | Sébastien Loeb Isabelle Galmiche  |
| Frazione 2 (20 mag) | PS5   | 12:31 | Lousã 2               | 12,03 km  | Sébastien Ogier Benjamin Veillas  | 8'58"7  | 80,39 km/h     | Elfyn Evans Scott Martin          |
| Frazione 2 (20 mag) | PS6   | 13:31 | Góis 2                | 19,33 km  | Elfyn Evans Scott Martin          | 13'12"6 | 87,80 km/h     | Elfyn Evans Scott Martin          |
| Frazione 2 (20 mag) | PS7   | 14:38 | Arganil 2             | 18,72 km  | Kalle Rovanperä Jonne Halttunen   | 11'51"6 | 94,70 km/h     | Elfyn Evans Scott Martin          |
| Frazione 2 (20 mag) | PS8   | 16:05 | Mortágua              | 18,15 km  | Kalle Rovanperä Jonne Halttunen   | 12'01"7 | 90,54 km/h     | Elfyn Evans Scott Martin          |
| Frazione 2 (20 mag) | PS9   | 19:03 | Lousada (SSS)         | 3,36 km   | Elfyn Evans Scott Martin          | 2'37"7  | 76,70 km/h     | Elfyn Evans Scott Martin          |
|                     |       |       |                       |           |                                   |         |                | Elfyn Evans Scott Martin          |
| Frazione 3 (21 mag) | PS10  | 07:30 | Vieira do Minho 1     | 21,57 km  | Elfyn Evans Scott Martin          | 13'37"9 | 94,9 km/h      | Elfyn Evans Scott Martin          |
| Frazione 3 (21 mag) | PS11  | 08:30 | Cabeceiras de Basto 1 | 22,03 km  | Kalle Rovanperä Jonne Halttunen   | 13'26"8 | 98,30 km/h     | Elfyn Evans Scott Martin          |
| Frazione 3 (21 mag) | PS12  | 09:46 | Amarante 1            | 37,24 km  | Elfyn Evans Scott Martin          | 25'02"3 | 89,24 km/h     | Elfyn Evans Scott Martin          |
| Frazione 3 (21 mag) | PS13  | 14:30 | Vieira do Minho 2     | 21,57 km  | Kalle Rovanperä Jonne Halttunen   | 13'36"9 | 95,1 km/h      | Elfyn Evans Scott Martin          |
| Frazione 3 (21 mag) | PS14  | 15:30 | Cabeceiras de Basto 2 | 22,03 km  | Kalle Rovanperä Jonne Halttunen   | 13'28"6 | 98,08 km/h     | Elfyn Evans Scott Martin          |
| Frazione 3 (21 mag) | PS15  | 16:46 | Amarante 2            | 37,24 km  | Thierry Neuville Martijn Wydaeghe | 24'42"2 | 90,45 km/h     | Kalle Rovanperä Jonne Halttunen   |
| Frazione 3 (21 mag) | PS16  | 19:03 | Porto - Foz (SSS)     | 3,30 km   | Josh McErlean James Fulton        | 3'21"2  | 59,05 km/h     | Kalle Rovanperä Jonne Halttunen   |
|                     |       |       |                       |           |                                   |         |                | Kalle Rovanperä Jonne Halttunen   |
| Frazione 4 (22 mag) | PS17  | 07:08 | Felgueiras 1          | 8,91 km   | Kalle Rovanperä Jonne Halttunen   | 5'57"0  | 89,85 km/h     | Kalle Rovanperä Jonne Halttunen   |
| Frazione 4 (22 mag) | PS18  | 07:57 | Montim                | 8,69 km   | Ott Tänak Martin Järveoja         | 5'34"3  | 93,58 km/h     | Kalle Rovanperä Jonne Halttunen   |
| Frazione 4 (22 mag) | PS19  | 08:38 | Fafe 1                | 11,18 km  | Ott Tänak Martin Järveoja         | 6'32"3  | 102,59 km/h    | Kalle Rovanperä Jonne Halttunen   |
| Frazione 4 (22 mag) | PS20  | 10:08 | Felgueiras 2          | 8,91 km   | Kalle Rovanperä Jonne Halttunen   | 5'54"7  | 90,43 km/h     | Kalle Rovanperä Jonne Halttunen   |
| Frazione 4 (22 mag) | PS21  | 12:18 | Fafe 2 (power stage)  | 11,18 km  | Kalle Rovanperä Jonne Halttunen   | 6'28"2  | 103,68 km/h    | Kalle Rovanperä Jonne Halttunen   |

### Power stage
PS21: Fafe 2 di 11,18 km, disputatasi domenica 22 maggio 2022 alle ore 12:18 (UTC+1).
| Pos. | No. | Pilota           | Co-pilota        | Auto                   | Squadra                 | Classe | Tempo  | Distacco | PP | PC |
| ---- | --- | ---------------- | ---------------- | ---------------------- | ----------------------- | ------ | ------ | -------- | -- | -- |
| 1    | 69  | Kalle Rovanperä  | Jonne Halttunen  | Toyota GR Yaris Rally1 | Toyota Gazoo Racing WRT | Rally1 | 6'28"2 | –        | 5  | 5  |
| 2    | 6   | Dani Sordo       | Cándido Carrera  | Hyundai i20 N Rally1   | Hyundai Shell Mobis WRT | Rally1 | 6'30"3 | +2"1     | 4  | 4  |
| 3    | 11  | Thierry Neuville | Martijn Wydaeghe | Hyundai i20 N Rally1   | Hyundai Shell Mobis WRT | Rally1 | 6'31"3 | +3"1     | 3  | 3  |
| 4    | 8   | Ott Tänak        | Martin Järveoja  | Hyundai i20 N Rally1   | Hyundai Shell Mobis WRT | Rally1 | 6'31"3 | +3"1     | 2  | -  |
| 5    | 33  | Elfyn Evans      | Scott Martin     | Toyota GR Yaris Rally1 | Toyota Gazoo Racing WRT | Rally1 | 6'34"4 | +6"2     | 1  | 1  |

## Classifiche mondiali
Classifica piloti
| Pos. | Pos. | Pilota               | Punti |
| ---- | ---- | -------------------- | ----- |
| 1    |      | Kalle Rovanperä      | 106   |
| 2    |      | Thierry Neuville     | 60    |
| 3    | 3    | Takamoto Katsuta     | 38    |
| 4    | 1    | Ott Tänak            | 37    |
| 5    | 4    | Elfyn Evans          | 36    |
| 6    | 3    | Craig Breen          | 34    |
| 7    | 3    | Sébastien Loeb       | 27    |
| 8    | 1    | Gus Greensmith       | 20    |
| 9    | 1    | Sébastien Ogier      | 19    |
| 10   | N    | Dani Sordo           | 19    |
| 11   | 1    | Esapekka Lappi       | 15    |
| 12   | 1    | Andreas Mikkelsen    | 12    |
| 13   | 1    | Oliver Solberg       | 8     |
| 14   | 1    | Yohan Rossel         | 7     |
| 15   | N    | Pierre-Louis Loubet  | 6     |
| 16   | 1    | Kajetan Kajetanowicz | 4     |
| 17   | 3    | Ole Christian Veiby  | 4     |
| 18   | 2    | Emil Lindholm        | 3     |
| 19   | 2    | Erik Cais            | 2     |
| 20   | 2    | Jari Huttunen        | 2     |
| 21   | N    | Adrien Fourmaux      | 2     |
| 22   | 3    | Nikolaj Grjazin      | 2     |
| 23   | 3    | Egon Kaur            | 1     |

Classifica copiloti
| Pos. | Pos. | Pilota                 | Punti |
| ---- | ---- | ---------------------- | ----- |
| 1    |      | Jonne Halttunen        | 106   |
| 2    |      | Martijn Wydaeghe       | 60    |
| 3    | 3    | Aaron Johnston         | 38    |
| 4    | 1    | Martin Järveoja        | 37    |
| 5    | 4    | Scott Martin           | 36    |
| 6    | 3    | Paul Nagle             | 34    |
| 7    | 3    | Isabelle Galmiche      | 27    |
| 8    | 1    | Jonas Andersson        | 20    |
| 9    | 1    | Benjamin Veillas       | 19    |
| 10   | N    | Cándido Carrera        | 19    |
| 11   | 1    | Janne Ferm             | 15    |
| 12   | 1    | Torstein Eriksen       | 12    |
| 13   | 1    | Elliott Edmondson      | 8     |
| 14   | 1    | Valentin Sarreaud      | 7     |
| 15   | N    | Vincent Landais        | 6     |
| 16   | 1    | Maciej Szczepaniak     | 4     |
| 17   | 3    | Stig Rune Skjærmoen    | 4     |
| 18   | 2    | Reeta Hämäläinen       | 3     |
| 19   | 2    | Petr Těšínský          | 2     |
| 20   | 2    | Mikko Lukka            | 2     |
| 21   | N    | Alexandre Coria        | 2     |
| 22   | 3    | Konstantin Aleksandrov | 2     |
| 23   | 3    | Silver Simm            | 1     |

Classifica costruttori WRC
| Pos. | Pos. | Squadra                    | Punti |
| ---- | ---- | -------------------------- | ----- |
| 1    |      | Toyota Gazoo Racing WRT    | 175   |
| 2    |      | Hyundai Shell Mobis WRT    | 116   |
| 3    |      | M-Sport Ford WRT           | 94    |
| 4    |      | Toyota Gazoo Racing WRT NG | 42    |